# 劉頴匡
劉頴匡（英語：Ventus Lau Wing-hong，1993年10月8日—），香港本土民主派人士，曾就讀順德聯誼總會梁銶琚中學、香港中文大學善衡書院中國語言及文學系。在校期間曾任香港中文大學善衡書院學生會代表會主席，而且創立本土派學生組織中大本土學社。2021年1月6日因早前參與立法會激進民主派初選涉嫌違犯中華人民共和國香港特別行政區維護國家安全法而被捕，2月底被拒保釋一直還押。後來案件因劉頴匡參與領導，号召及煽動2019年7月1日立法會非法佔領和嚴重破壞事件改成暴動罪，並於2024年3月16日被西九龍裁判法院判囚約4年半。

## 經歷
他於2014年初應中學老師、新同盟譚凱邦的邀請下，加入新民主同盟，擔任沙田博康的地區主任，自此步入政圈。2015年初，當時作為中大本土學社召集人的劉頴匡支持中大學生會退出學聯，與新同盟「支持學聯，反對退聯」的立場有所分歧，與范國威就退聯及光復行動立場分歧而退黨。
退出新民主同盟後，劉頴匡創立政治組織沙田社區網絡，其成員黃學禮（當時22歲）於2015年區議會選舉勝出，成為應屆最年輕當選區議員。

### 參選2018立法會新界東補選
2017年12月5日，劉頴匡代表社區網絡聯盟親筆填寫及簽署，承諾全力支持及參與由民主動力的九龍西及新界東民主派初選。12月30日，劉頴匡突然反悔，表示宣布有意不經民主派初選而直接參選新界東，並稱得到遭撤銷議員資格的青年新政梁頌恆「全力協助」。同日，張秀賢發文討論劉頴匡的言行，張指在單議席單票制下，只有民主派和本土派共同推選一名候選人，才可以勝出。劉頴匡拋開民主派初選機制參選，會令建制派坐得漁人之利。另外，劉頴匡表示梁頌恆「承諾全力支持」他參選，但梁頌恆曾明確表示支持張秀賢出戰新界東。而劉穎匡從未解釋為何2016年批評梁天琦後，到了2017年又突然宣稱自己為本土派。立場模糊，引起好多本土派質疑與不滿。
2018年1月31日，新界東選區選舉主任陳婉雯通知劉頴匡他的參選提名「無效」，通知書上聲稱，劉在2016年時，曾在面書上表示支持香港獨立；而且於2018年1月2日，劉曾指新界東議席不單屬於梁頌恆或梁天琦的，而是屬於所有認同本土派理念的選民，陳認為劉用到「本土派」的字眼，並堅持要接替或取代梁頌恆，其後更獲梁公開支持。對劉於2017年12月在其面書指「基於政治現實」，已不再支持香港獨立，陳主觀地認定劉「實際上是承認了（至少在此陳述之前）他一直支持香港獨立」，並以此非法地剝奪劉的參選權。其後，劉頴匡於5月向高等法院提出選舉呈請，挑戰選舉主任的裁定。
2019年9月中，高等法院裁定劉頴匡的選舉呈請勝訴，裁定在補選中勝出的現任立法會議員范國威為非妥為當選。

### 七一立法會大樓衝擊
2019年9月30日，劉頴匡在家中被警方拘捕，因涉嫌於7月1日進入立法會，觸犯《立法會(權力及特權)條例》，於同年11月22日被正式落案起訴「進入或逗留在會議廳範圍」，2019年12月13日在東區裁判法院提堂。2020年6月9日，劉頴匡被改控較重的暴動罪，6月10日上庭。
2024年3月16日，劉頴匡被西九龍裁判法院判囚約4年半。

### 籌辦G20各國領事館請願行動
2019年6月26日，劉頴匡在Telegram發起號召，趁日本大阪召開G20峰會前夕，到19個駐港總領事館及辦事處馬拉松式請願，有1500名網民響應參與。

### 籌辦九龍區遊行
2019年7月7日，劉頴匡與一群香港網友籌辦由九龍尖沙咀梳士巴利公園出發，遊行至香港西九龍站的七七遊行，旨在反對逃犯條例修訂草案。他強調，七七遊行將以「和平、理性、優雅」地進行，向遊客展現香港人的文明，並「優雅」表達訴求；不會做出任何衝擊行為，並斥部份人批評該遊行是「無中生有，分化活動」。

### 籌辦遮打花園集會
2019年7月28日，劉頴匡發起在中環遮打花園舉行集會，其中一項訴求為追究7月21日警員於上環開槍的責任及斥責警方處理元朗襲擊事件手法不當，未有盡力執行拘捕工作。他原本申請遊行由遮打花園至中山紀念公園，惟警方反對，僅批准集會。集會結束後他估算遮打花園及鄰近街道有11000人參與集會，他表示集會期間市民保持和平，但港島北部就出現「1萬宗不同路線，人數不超過30人的合法遊行」。

### 籌辦觀塘區遊行
2019年8月24日，劉頴匡與網友籌辦由觀塘駿業街遊樂場至零碳天地的遊行，其中一項訴求為關注「智慧燈柱」涉嫌侵犯市民私隱，他形容為「監控燈柱」，質疑燈柱有人面識別系統，可記錄市民生物特徵和行蹤，監控市民一舉一動，擔心使香港變成現時的新疆，要求政府拆除。他呼籲遊行人士保持和平理性。觀塘區遊行最終演變為警民衝突，晚上7時許警方在觀塘海濱道圍捕17名示威者，包括遊行發起人劉頴匡，警方以涉嫌非法集結將他拘捕。扣留約46小時後獲准保釋，他指警方「出奇地友善」，估計是因對方深明是次拘捕不合理，他亦指警方在海濱道未能在他身上搜出攻擊性武器，但仍以涉嫌非法集結拘捕他。9月20日，劉頴匡與其餘2人分別「踢保」成功及不被警方追究，獲無條件釋放。

### 「天下制裁」遮打集會
於2020年1月19日擔任「天下制裁」遮打集會發言人，下午七時於灣仔會見傳媒對解釋集會的衝突過程後，被警方以涉嫌煽動群眾情緒及違反集會不反對通知書條款為理由拘捕。。翌日，被大陸媒體稱為「搞手头目」，又指出他的行為是「散播卖港、仇警和煽暴言论」。1月21日劉在東區裁判法院提堂。

### 報名參選立法會後被選舉主任質問多項問題
2020年立法會換屆選舉，劉勝出泛民陣營舉辦的初選，遞交提名報名出戰新界東地區直選後數日，即同年7月25日，便與同區出戰的前立場新聞記者何桂藍及競逐連任的公民黨立法會議員楊岳橋同時接收到當區選舉主任楊蕙心的信件，就多項議題的立場對他們詢問，包括涉及其曾簽署反對港區國安法的聲明、爭取美國通過香港人權民主法案制裁香港、議席過半後否決所有政府議案言論及是否支持港獨等範疇，要求他在翌日下午3點半前回覆有關問題，而有關舉動被指是撤銷該等候選人參選資格的前奏。2020年7月30日，其選舉提名被選舉主任正式裁定為無效。

### 解散民間集會團隊
2021年3月4日凌晨，劉透過律師表示，宣佈民間集會團隊正式解散。

## 爭議

### 中大退出學聯事件
2015年3月，倡議中文大學退出學聯的「本土學社」召集人、新民主同盟成員劉頴匡於社交網站發表退出新同盟宣言，指新同盟近日先就退聯表明反對，後對「光復」表示遺憾。新同盟立法會議員范國威稱，劉頴匡只透過手機應用程式通知退黨，范透露劉在倡議中大「退聯」初期，要求新同盟發表聲明支持，執委會多次要求劉當面闡述退聯因由，但劉未有理會，范直指有關行為不負責任。

### 提選舉呈請使范國威失議席
2018年3月立法會補選中，劉頴匡因被選舉主任認為支持港獨而被裁定提名無效，結果議席由泛民主派的范國威獲得。之後劉頴匡提出選舉呈請，令范國威失去議席，泛民主派亦失去否決重大議案的關鍵票數。對於范國威失去議席的事，劉頴匡只表示「無人得閒理佢（范國威）」。

## 私人生活
劉頴匡女友為支持女權主義的香港網絡紅人黃于喬（Emilia）。

## 外部連結
- 劉頴匡的Facebook專頁